# KWC (Unternehmen)
KWC (kurz. für Karrer Weber und Cie.) ist ein Schweizer Hersteller für Armaturen und Sanitärlösungen in Bad, Küche und Gastronomie. Das im Jahr 1874 von Adolf Karrer gegründete Unternehmen hat seinen Hauptsitz in Unterkulm (Schweiz). KWC ist international tätig und beschäftigt aktuell 300 Mitarbeitende.

## Geschichte
Das 1874 von Adolf Karrer gegründete Unternehmen beschäftigte sich zunächst mit mechanischen Spieldosen. Ein Jahr später zählte der Betrieb bereits 40 Beschäftigte. Das Geschäft blühte, eine Giesserei kam hinzu und die Technik der mechanischen Meisterwerke wurde immer weiter verfeinert, bis ab 1895 das Grammophon die musikalische Welt eroberte und der Umsatz von Musikspieldosen dramatisch einbrach. Statt mechanischen Musikspieldosen entwickelte das Unternehmen fortan Armaturen. Mit dem Knowhow aus Feinmechanik und Giesserei verwandelte sich KWC in den Jahren um die Jahrhundertwende mit dem Eintritt von Walter Luginbühl in eine familiengeführte Aktiengesellschaft und begann mit der Entwicklung neuer, zukunftsweisender Produkte, die ab 1897 als „Gashähnli“ auf den Markt kamen. 1906 präsentierte die KWC ein komplett ausgestattetes Bad, während die Fabrik in Unterkulm grundlegend modernisiert wurde: Elektrische Beleuchtung und elektrische Antriebsaggregate hielten Einzug. Keine fünf Jahre später stattete K+W, so der damalige Firmenname, das Luxushotel Negresco in Nizza mit Armaturen aus. Das Grand Hôtel Ritz in Paris folgte bald darauf. 1914 gewann die KWC eine Goldmedaille auf der Schweizer Landesausstellung und beschäftigte bereits 170 Mitarbeitende.
1919 wurde die Familien-Aktiengesellschaft Karrer, Weber & Cie. gegründet und die Marke KWC entstand. Die Gründerväter Adolf Karrer und Eugen Weber sowie der spätere Kompagnon Walter Luginbühl waren Unternehmer klassischen Zuschnitts. Ulrich Weber erinnert sich an den Grossvater mit „qualmender Zigarre und vornehmer Uhr“, welche dieser „an einem goldenen Kettchen im Gilet-Täschli trug.“ Als Unternehmer hatte Eugen Weber (1862–1949) ein Gespür für Innovationen und reiste 1920 mit dem Schiff nach Amerika, um die Druckguss-Technik vor Ort kennenzulernen. Weber übernahm nach dem Tod von Adolf Karrer 1895 die Geschäftsleitung. Dritter im Bunde war Walter Luginbühl, Webers Schwager, der 1897 zur Firma stiess und schliesslich dessen Nachfolger als Geschäftsführer wurde.
Der von KWC 1954 patentierte Wassersparmechanismus „NEOPERL“ sorgte für eine sagenhafte Reduktion von 75 Prozent gegenüber konventionellen Armaturen. Eine verborgene Düse gab dem Wasserfluss eine konstante Form und verhinderte Spritzwasser. Diese Erfindung und deren Vermarktung wurde 1959 an die neue «Hans Denzler & Co» (heute Neoperl AG) übertragen. 
Mit der patentierten Innovation der ersten Einloch-Küchenarmatur mit Auszugsbrause gelang KWC 1957 eine  Weltneuheit, die ein neues Marktsegment erschloss.
1984 ward die Hansa Metallwerke AG Stuttgart Mehrheitsaktionärin des bisherigen Familienunternehmens, der Firmenname Aktiengesellschaft Karrer, Weber & Cie. wurde offiziell durch die bereits etablierte Kurzform KWC AG ersetzt. In den 1990er Jahren gründete KWC Tochtergesellschaften in Deutschland, Frankreich, Italien und den USA. 2010 erwarb IK Investment Partners die Hansa-Gruppe mit den Marken Hansa und KWC.
Am 3. Juni 2013 übernahm die Franke Holding nach Zustimmung der Wettbewerbsbehörden den Schweizer Armaturenhersteller KWC mit Sitz in Unterkulm, Schweiz, vollständig. 2021 wurde KWC an einen europäischen Finanzinvestor verkauft. Drei Jahre später, im Mai 2024, übernahm der italienische Sanitärspezialist Paini S.p.A. Rubinetterie die Home-Division der KWC Group AG, welcher sich auf Bad-, Küchen- und Gastronomieprodukte spezialisiert hat. Der Bereich KWC Professional, welcher sich auf Armaturen und Sanitärsysteme im öffentlichen Bereich spezialisiert hat, wurde in die KWC Group Management AG überführt.

## Design
KWC-Armaturen haben internationale Designauszeichnungen erhalten. Seit 2007 arbeitet KWC im Designbereich eng mit dem Produkt-Design-Studio NOA zusammen.
- 2005: Product Design Award 2006 für KWC EVE, die erste Küchenarmatur mit LED-Lichttechnik.
- 2008: Red Dot Design Award für KWC ONO lightpin
- 2009: Design Plus Award, Designpreis Architektur+Technik für KWC ONO highflex
- 2011: Innovationspreis Häuser Modernisieren für KWC AVA „coolfix – smart energy saver“
- 2011: Design Plus Award für KWC SIN highflex
- 2021: Industrie Forum Design Award für KWC KIO skulpturale Form und ein minimalistisches Design